# Libanon i olympiska sommarspelen 1952
Libanon deltog i de olympiska sommarspelen 1952 med en trupp bestående av 9 deltagare. De erövrade en silvermedalj och en bronsmedalj.

## Medaljer

### Silver
- Zakaria Chibab - Brottning

### Brons
- Khalil Taha - Brottning